# Campeonato Paraibano de Futebol de 2017 - Segunda Divisão
O Campeonato Paraibano da Segunda divisão de 2017 foi a 33 ª edição do torneio e corresponde à segunda divisão do futebol do estado da Paraíba. A competição deu acesso ao campeão e ao vice-campeão à Primeira Divisão estadual.

## Formato

### Regulamento
O regulamento do campeonato permaneceu quase o mesmo. 10 equipes foram divididas em 3 grupos (Litoral, Agreste e Sertão), onde as três primeiras agremiações do grupo Litoral e duas agremiações dos outros grupos, classificaram-se para as quartas de final asseguradas. O 3º Colocado mais bem colocado de um dos grupos (Agreste e Sertão) se classificou-se também. A partir daí, a fase mata-mata começa. Nas quartas de final oito equipes disputaram a classificação em jogos de ida e volta. Nas semifinais os jogos também foram ida e volta. Na final, os dois finalistas garantiram o acesso a Primeira Divisão de 2018, e se sagrou o campeão a equipe que conquistou o maior número de pontos na final. 

### Critérios de desempate
Os critérios de desempate serão aplicados na seguinte ordem:
1. Maior número de vitórias
2. Maior saldo de gols
3. Maior número de gols pró (marcados)
4. Confronto direto
5. Menor número de cartões vermelhos recebidos
6. Menor número de cartões amarelos recebidos
7. Partida extra

## Primeira Fase
|  | Equipes classificadas às quartas de final |
|  | Equipes eliminadas                        |

## Fase final
|  | Quartas-de-final     | Quartas-de-final     | Quartas-de-final  | Quartas-de-final  |       |                   | Semifinais          | Semifinais          | Semifinais          | Semifinais          |  |                   | Final            | Final            | Final            | Final            |  |  |
|  | 2 a 6 de setembro    | 2 a 6 de setembro    | 2 a 6 de setembro | 2 a 6 de setembro |       |                   | 10 a 24 de setembro | 10 a 24 de setembro | 10 a 24 de setembro | 10 a 24 de setembro |  |                   | 1 e 8 de outubro | 1 e 8 de outubro | 1 e 8 de outubro | 1 e 8 de outubro |  |  |
|  |                      |                      |                   |                   |       |                   |                     |                     |                     |                     |  |                   |                  |                  |                  |                  |  |  |
|  | Perilima             | 1                    | 0                 | 1                 |       |                   |                     |                     |                     |                     |  |                   |                  |                  |                  |                  |  |  |
|  | Nacional de Patos    | 3                    | 3                 | 6                 |       |                   |                     |                     |                     |                     |  |                   |                  |                  |                  |                  |  |  |
|  | Nacional de Patos    | 3                    | 3                 | 6                 |       | Nacional de Patos | 2                   | 4                   | 6                   |                     |  |                   |                  |                  |                  |                  |  |  |
|  |                      |                      |                   |                   |       | Nacional de Patos | 2                   | 4                   | 6                   |                     |  |                   |                  |                  |                  |                  |  |  |
|  |                      | São Paulo Crystal    | 1                 | 2                 | 3     |                   |                     |                     |                     |                     |  |                   |                  |                  |                  |                  |  |  |
|  | Femar                | São Paulo Crystal    | 1                 | 2                 | 3     | 1                 | 0                   | 1                   |                     |                     |  |                   |                  |                  |                  |                  |  |  |
|  | Femar                |                      |                   |                   |       | 1                 | 0                   | 1                   |                     |                     |  |                   |                  |                  |                  |                  |  |  |
|  | São Paulo Crystal    | 0                    | 4                 | 4                 |       |                   |                     |                     |                     |                     |  |                   |                  |                  |                  |                  |  |  |
|  | São Paulo Crystal    | 0                    | 4                 | 4                 |       |                   |                     |                     |                     |                     |  | Nacional de Patos | 2                | 0                | 2 (4)            |                  |  |  |
|  |                      |                      |                   |                   |       |                   |                     |                     |                     |                     |  | Nacional de Patos | 2                | 0                | 2 (4)            |                  |  |  |
|  |                      | Desportiva Guarabira | 0                 | 2                 | 2 (2) |                   |                     |                     |                     |                     |  |                   |                  |                  |                  |                  |  |  |
|  | Spartax              | Desportiva Guarabira | 0                 | 2                 | 2 (2) | 1                 | 0                   | 1                   |                     |                     |  |                   |                  |                  |                  |                  |  |  |
|  | Spartax              |                      |                   |                   |       | 1                 | 0                   | 1                   |                     |                     |  |                   |                  |                  |                  |                  |  |  |
|  | Sport Campina        | 1                    | 3                 | 4                 |       |                   |                     |                     |                     |                     |  |                   |                  |                  |                  |                  |  |  |
|  | Sport Campina        | 1                    | 3                 | 4                 |       | Sport Campina     | 1                   | 0                   | 1                   |                     |  |                   |                  |                  |                  |                  |  |  |
|  |                      |                      |                   |                   |       | Sport Campina     | 1                   | 0                   | 1                   |                     |  |                   |                  |                  |                  |                  |  |  |
|  |                      | Desportiva Guarabira | 2                 | 3                 | 5     |                   |                     |                     |                     |                     |  |                   |                  |                  |                  |                  |  |  |
|  | Nacional de Pombal   | Desportiva Guarabira | 2                 | 3                 | 5     | 1                 | 0                   | 1                   |                     |                     |  |                   |                  |                  |                  |                  |  |  |
|  | Nacional de Pombal   |                      |                   |                   |       | 1                 | 0                   | 1                   |                     |                     |  |                   |                  |                  |                  |                  |  |  |
|  | Desportiva Guarabira | 0                    | 2                 | 2                 |       |                   |                     |                     |                     |                     |  |                   |                  |                  |                  |                  |  |  |

Em itálico, os times que possuem o mando de campo no primeiro jogo do confronto e em negrito os times classificados.

## Premiação
| Campeonato Paraibano de 2017 - Segunda Divisão |
| Patos                                          |
| ---------------------------------------------- |
| Nacional de Patos Campeão (1º título)          |

## Artilharia
| Gols | Jogador                             | Time                 |
| ---- | ----------------------------------- | -------------------- |
| 6    | Fábio                               | Desportiva Guarabira |
| 5    | Silva                               | Nacional de Patos    |
| 5    | Isaías                              | São Paulo Crystal    |
| 4    | Manu                                | Nacional de Pombal   |
| 4    | Jó Boy Júnior Mandacaru             | Nacional de Patos    |
| 4    | Maílson                             | Sport Campina        |
| 4    | Ebinho                              | Desportiva Guarabira |
| 3    | Leandro de Jesus Bruno Paraíba      | São Paulo Crystal    |
| 3    | Éverton                             | Desportiva Guarabira |
| 2    | Índio Éverson                       | Spartax              |
| 2    | Neguinho                            | Nacional de Pombal   |
| 2    | Chico Paraíba                       | Picuiense            |
| 2    | Netinho Carlos Caaporã              | Nacional de Patos    |
| 2    | Mateus Guarabira                    | Desportiva Guarabira |
| 2    | Aleff Caíque                        | Sport Campina        |
| 2    | Rafael Ibiapino                     | Perilima             |
| 2    | Kelvin Biro Biro                    | São Paulo Crystal    |
| 1    | Márcio Enercino Marcílio            | Nacional de Patos    |
| 1    | Tiago Edcarlos Ranieri              | Spartax              |
| 1    | Caíque Isaias Fernando Gaúcho Pedro | Perilima             |

| Gols | Jogador                                                       | Time                 |
| ---- | ------------------------------------------------------------- | -------------------- |
| 1    | Mateus Souza Thyago Boby Moisés                               | Desportiva Guarabira |
| 1    | Doguinha Ewertinho                                            | Nacional de Pombal   |
| 1    | Júnior Léo Silva Val Paraíba Lucas Paulo Edvaldo              | Miramar              |
| 1    | Lucas Jalyson Élton Wellington Erivaldo Carlão                | São Paulo Crystal    |
| 1    | Nêgo Pai Bahia                                                | Picuiense            |
| 1    | Du Téo Denílson Gleidson Anderson                             | Femar                |
| 1    | Léo Lima Kevin Júlio André Ferreira Caio César Junior Barbosa | Sport Campina        |